# Pleocoma puncticollis
Pleocoma puncticollis är en skalbaggsart som beskrevs av Rivers 1889. Pleocoma puncticollis ingår i släktet Pleocoma och familjen Pleocomidae. Inga underarter finns listade i Catalogue of Life.